# Christian Community Bible
La Christian Community Bible (Biblia de la Comunidad Cristiana) es una traducción católica de la biblia en inglés realizada en Filipinas. 
El nombre hace también referencia a una familia de traducciones de la Biblia escritas en otros idiomas, incluyendo el español. Estas versiones usan un lenguaje de fácil comprensión en el texto bíblico. Poseen introducciones y abundantes notas. 

## Versión en inglés

### Historia
Alberto Rossa, un misionero claretiano en Filipinas, comenzó a producir una traducción de la Biblia en inglés en 1986. Para ello contó con la ayuda de un grupo de eruditos, teólogos y poetas dirigidos por el sacerdote francés Bernardo Hurault. Las notas de la versión fueron en gran parte traducidas de las notas de la Biblia Latinoamericana.
La Christian Community Bible se publicó en 1988. El imprimatur fue dado por la Conferencia de los Obispos Católicos de las Filipinas. Desde entonces han salido numerosas ediciones revisadas y mejoradas de la Christian Community Bible. 

### Características
Los editores de la Christian Community Bible han puesto los libros del Antiguo Testamento en un orden más similar al de la Biblia hebrea que al del canon bíblico católico. En cambio, el orden de los libros del Nuevo Testamento es el mismo del canon bíblico católico.
La Christian Community Bible utiliza letras grandes para todo el texto del Nuevo Testamento y para aquellas partes del Antiguo Testamento que son consideradas importantes. El resto del texto bíblico está escrito con letras más pequeñas. Las porciones del Antiguo Testamento que son tomadas de la tradición sacerdotal son señaladas con letras cursivas.
Muchas de las notas e introducciones tienen una interpretación modernista y suelen reflejar ideas provenientes de la teología de la liberación, las cuales difieren de las enseñanzas tradicionales de la Iglesia católica en varios temas.

## Versiones en otros idiomas
Para 2014 existen versiones en otros 10 idiomas: bahasa, chino (mùlíng shèngjīng), cebuano (Biblia sa Kristohanong Katilingban), chabacano, coreano, español (Biblia Latinoamericana), francés (Bible des Peuples), ilonggo (Biblia Sang Katilingban Sang Mga Kristiano), quechua y tagalo (Biblia ng Sambayanang Pilipino).

### Chino
La Biblia Pastoral (en chino simplificado y tradicional, 牧靈聖經 o  牧灵圣经; pinyin, mùlíng shèngjīng) es una versión realizada por un grupo internacional de estudiantes, incluyendo dos chinos, bajo la coordinación de Bernard Hurault. Se publicó en chino tradicional en 1999, y posteriormente también en chino simplificado. Ha sido controversial debido a que habría sido elaborada por personas que no tenían entrenamiento formal en traducción bíblica y las notas presuntamente no se ajustan a la enseñanza oficial de la Iglesia.

### Francés
La Bible des Peuples (Biblia de los Pueblos) es una versión traducida por Bernard y Louis Hurault y publicada en 1998. Es criticada por los judíos debido a que sus notas tienen un tono acorde con la teoría del reemplazo.
Anterior a esta versión, existió la Bible des Communautés chrétiennes (Biblia de las comunidades cristianas), traducida por Bernard y Louis Hurault y publicada en 1994. Le fue retirado el imprimatur y se dejó de imprimir en 1995 debido a que las notas eran consideradas antisemitas por la comunidad judía.